# São João de Pirabas
São João de Pirabas este un oraș în Pará (PA), Brazilia.